# NGC 5316
NGC 5316 في الفهرس العام الجديد، هو عنقود نجمي، يقع في كوكبة قنطورس. اكتشف في 25 مايو 1826 . بواسطة جيمس دنلوب .

## روابط خارجية
- NGC 5316 على موقع ويكي سكاي: DSS2, SDSS, GALEX, IRAS, Hydrogen α, X-Ray, Astrophoto, Sky Map, Articles and images